# Kostel svatého Jana Křtitele (Skalná)
Kostel svatého Jana Křtitele ve Skalné je barokní kostel z 18. století nacházejícím se v bezprostřední blízkosti hradu Vildštejn. Kostel je v majetku římskokatolické církve.

## Stavební podoba a zařízení
Kostel je jednolodní stavbou s pravoúhlým presbytářem a věží a dvojitou cibulovou střechou a lucernou. Na západní straně střechy je situována zvonice. Hlavní portál se nachází v západní části stavby v průchodu s valenou klenbou. Barokní oltář kostela pochází z 18. století a byl v roce 1934 přemalován podle fragmentů původní malby.

## Historie

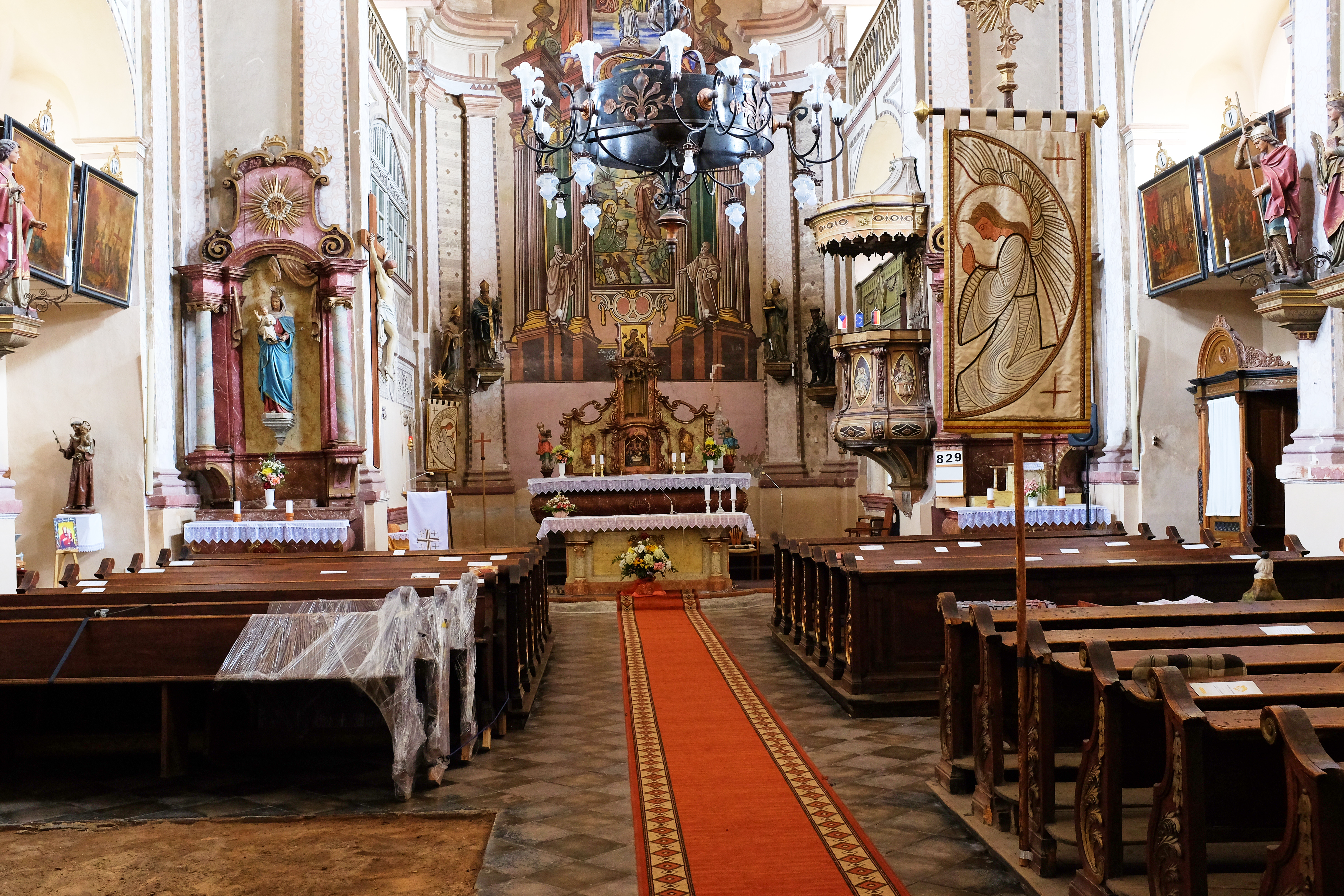
Interiér kostela

Přesné datum stavby původního gotického kostela není známo. První písemná zmínka pochází z roku 1298. Kvůli značně zchátralému stavu byla provedena začátkem 18. století přestavba v barokním slohu. V roce 1709 byl nově postavený kostel vysvěcen. V roce 1810 došlo k požáru kostela, při kterém byl poškozen krov a věž. Během obnovy došlo k jeho rozšíření, střecha byla ale prozatímně zastřešena pouze ploše. Standardního zastřešení se stavba dočkala v roce 1901.
Na výběru finančních prostředků pro účely dostavby věže se intenzivně podílela veřejnost. První finanční prostředky uvolnil Hudební a pěvecký spolek Wildstein, který věnoval část vlastních prostředků a další získal výtěžkem z koncertu. Po ustanovení představenstva spolku na výstavbu věže kostela byla vyhlášena veřejná sbírka, do které přispívala šlechta a církevní představitelé nejen z blízkého okolí. Intenzivně se zapojili také obyvatelé Skalné, Starého Rybníka, Vojtanova, Zelené a dalších nedalekých obcí, z nichž některé po roce 1945 zanikly. Rozpočet celé stavby byl ale velmi napjatý, a tak bylo nutné uspořádat druhou sbírku, která dosáhla obdobného úspěchu.

## Současnost
Mezi lety 2017–2019 byl kostel zrekonstruován v rámci projektu přeshraniční spolupráce Kostel svatého Jana Křtitele – místo bez hranic, který byl realizován ve spolupráci s bavorským partnerským městem Neusorg. Během rekonstrukce byla ve věži kostela nalezena listina, která charakterizovala postup stavby věže v roce 1901. Rekonstrukce kostela obnášela opravu krovů, výměnu střešní krytiny, odvlhčení zdiva a opravu fasády. Stavební úpravy byly dokončeny v listopadu roku 2018.
Rekonstrukce byla opět spolufinancována z veřejné sbírky. Během roku 2019 byly také upraveny okolní prostory kostela. U vchodu kostela byl vytvořen malý květinový odpočinkový parčík s výhledem na hrad.